# Igor Obukhov
Bản mẫu:Eastern Slavic name
Igor Andreyevich Obukhov (tiếng Nga: Игорь Андреевич Обухов; sinh ngày 29 tháng 5 năm 1996) là một cầu thủ bóng đá người Nga. Anh thi đấu cho F.K. Zenit Sankt Peterburg.

## Sự nghiệp câu lạc bộ
Anh ra mắt chuyên nghiệp tại Giải bóng đá chuyên nghiệp quốc gia Nga cho F.K. Zenit-2 St. Petersburg vào ngày 8 tháng 11 năm 2013 trong trận đấu với FC Dolgoprudny.
Anh ra mắt tại Giải bóng đá ngoại hạng Nga cho F.K. Arsenal Tula trong trận đấu với P.F.K. CSKA Moskva vào ngày 6 tháng 5 năm 2018, in which he allowed 6 bàn.

## Quốc tế
Anh tham dự Giải vô địch bóng đá U-17 thế giới 2013 cùng với Đội tuyển bóng đá U-17 quốc gia Nga.

## Thống kê sự nghiệp

### Câu lạc bộ
Tính đến 13 tháng 5 năm 2018
| Câu lạc bộ             | Mùa giải            | Giải vô địch                | Giải vô địch | Giải vô địch | Cúp     | Cúp       | Châu lục | Châu lục  | Tổng cộng | Tổng cộng |
| Câu lạc bộ             | Mùa giải            | Hạng đấu                    | Số trận      | Bàn thắng    | Số trận | Bàn thắng | Số trận  | Bàn thắng | Số trận   | Bàn thắng |
| ---------------------- | ------------------- | --------------------------- | ------------ | ------------ | ------- | --------- | -------- | --------- | --------- | --------- |
| Zenit St. Petersburg   | 2012–13             | Giải bóng đá ngoại hạng Nga | 0            | 0            | 0       | 0         | 0        | 0         | 0         | 0         |
| Zenit St. Petersburg   | 2013–14             | Giải bóng đá ngoại hạng Nga | 0            | 0            | 0       | 0         | 0        | 0         | 0         | 0         |
| Zenit St. Petersburg   | 2014–15             | Giải bóng đá ngoại hạng Nga | 0            | 0            | 0       | 0         | 0        | 0         | 0         | 0         |
| Zenit St. Petersburg   | 2015–16             | Giải bóng đá ngoại hạng Nga | 0            | 0            | 0       | 0         | 0        | 0         | 0         | 0         |
| Zenit St. Petersburg   | 2016–17             | Giải bóng đá ngoại hạng Nga | 0            | 0            | 0       | 0         | 0        | 0         | 0         | 0         |
| Zenit St. Petersburg   | Tổng cộng           | Tổng cộng                   | 0            | 0            | 0       | 0         | 0        | 0         | 0         | 0         |
| Zenit-2 St. Petersburg | 2013–14             | PFL                         | 10           | 0            | –       | –         | –        | –         | 10        | 0         |
| Zenit-2 St. Petersburg | 2014–15             | PFL                         | 15           | 0            | –       | –         | –        | –         | 15        | 0         |
| Zenit-2 St. Petersburg | 2015–16             | FNL                         | 17           | 0            | –       | –         | –        | –         | 17        | 0         |
| Zenit-2 St. Petersburg | 2016–17             | FNL                         | 0            | 0            | –       | –         | –        | –         | 0         | 0         |
| Zenit-2 St. Petersburg | Tổng cộng           | Tổng cộng                   | 42           | 0            | 0       | 0         | 0        | 0         | 42        | 0         |
| Tyumen                 | 2016–17             | FNL                         | 6            | 0            | –       | –         | –        | –         | 6         | 0         |
| Tyumen                 | 2017–18             | FNL                         | 22           | 0            | 1       | 0         | –        | –         | 23        | 0         |
| Tyumen                 | Tổng cộng           | Tổng cộng                   | 28           | 0            | 1       | 0         | 0        | 0         | 29        | 0         |
| Arsenal Tula           | 2017–18             | Giải bóng đá ngoại hạng Nga | 1            | 0            | –       | –         | –        | –         | 1         | 0         |
| Tổng cộng sự nghiệp    | Tổng cộng sự nghiệp | Tổng cộng sự nghiệp         | 71           | 0            | 1       | 0         | 0        | 0         | 72        | 0         |